# Coleman (Texas)
Coleman è una città della contea di Coleman, di cui ne è anche il capoluogo, nello Stato del Texas, negli Stati Uniti. Secondo il censimento del 2020, possedeva una popolazione di 3 912 abitanti.

## Geografia fisica
Secondo l'Ufficio del censimento degli Stati Uniti, ha una superficie totale di 6,18 mi² (16,01 km²).

## Storia
Nel 1876, R. J. Clow donò 160 acri lungo l'Hords Creek per la fondazione di un insediamento come capoluogo della contea. J. F. Gordon e R. S. Bowen mapparono i terreni e successivamente vendettero i lotti della città. Grazie alla sua posizione sulla pista Western, divenne un importante centro per i carri che si dirigevano a Dodge City, nel Kansas. La città prende il nome dalla contea, che a sua volta è chiamata così in onore di Robert M. Coleman, un socio di Sam Houston. La linea ferroviaria della Santa Fe Railroad sfiorò la città di cinque miglia, così nel 1886 è stato costruito un ramo ferroviario per collegarla ad essa.

## Società

### Evoluzione demografica
Secondo il censimento del 2020, la popolazione era di 3 912 abitanti. Al precedente censimento, quello del 2010, la popolazione era di 4 709 abitanti.

### Etnie e minoranze straniere
Secondo il censimento del 2020, la composizione etnica della città era formata dal 73,72% di bianchi, il 2,25% di afroamericani, lo 0,43% di nativi americani, lo 0,43% di asiatici, lo 0,51% di altre etnie e il 3,22% di due o più etnie. Ispanici o latinos di qualunque etnia erano il 19,43% della popolazione.

## Cultura
L'istruzione nella città di Coleman è fornita dal Coleman Independent School District.